# Route européenne 712
Pour les articles homonymes, voir Route 712.
La route européenne 712 relie Genève en Suisse à Marseille en France.